# Horka I
Horka I é uma comuna checa localizada na região da Boêmia Central, distrito de Kutná Hora.